# آندری روبلف
آندری روبلِف (به روسی: Андре́й Рублёв) (زادهٔ ۱۳۶۰ میلادی – درگذشتهٔ ۲۹ ژانویهٔ ۱۴۳۰ میلادی) نقاش اهل روسیه بود.

## نگارخانه

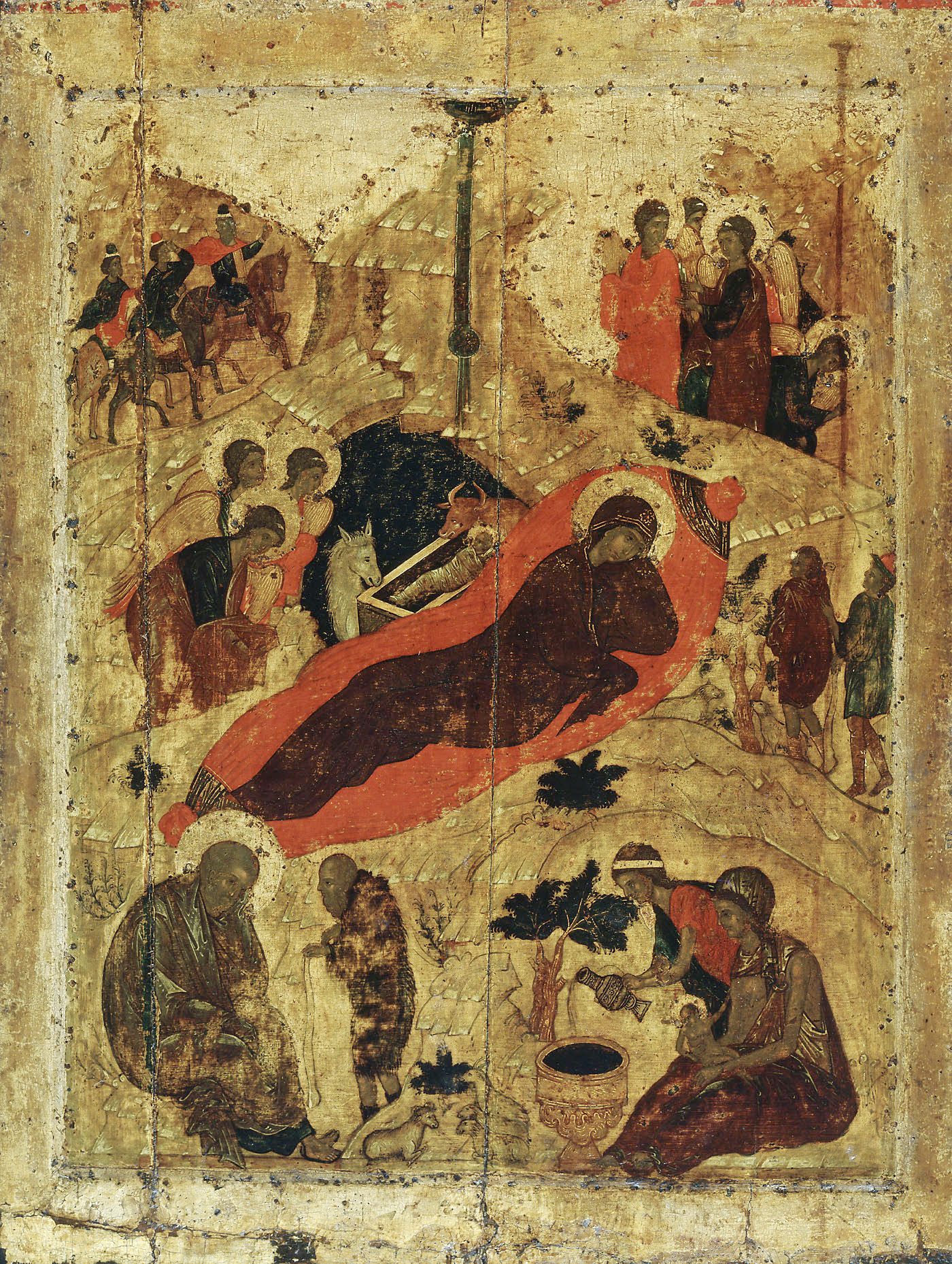
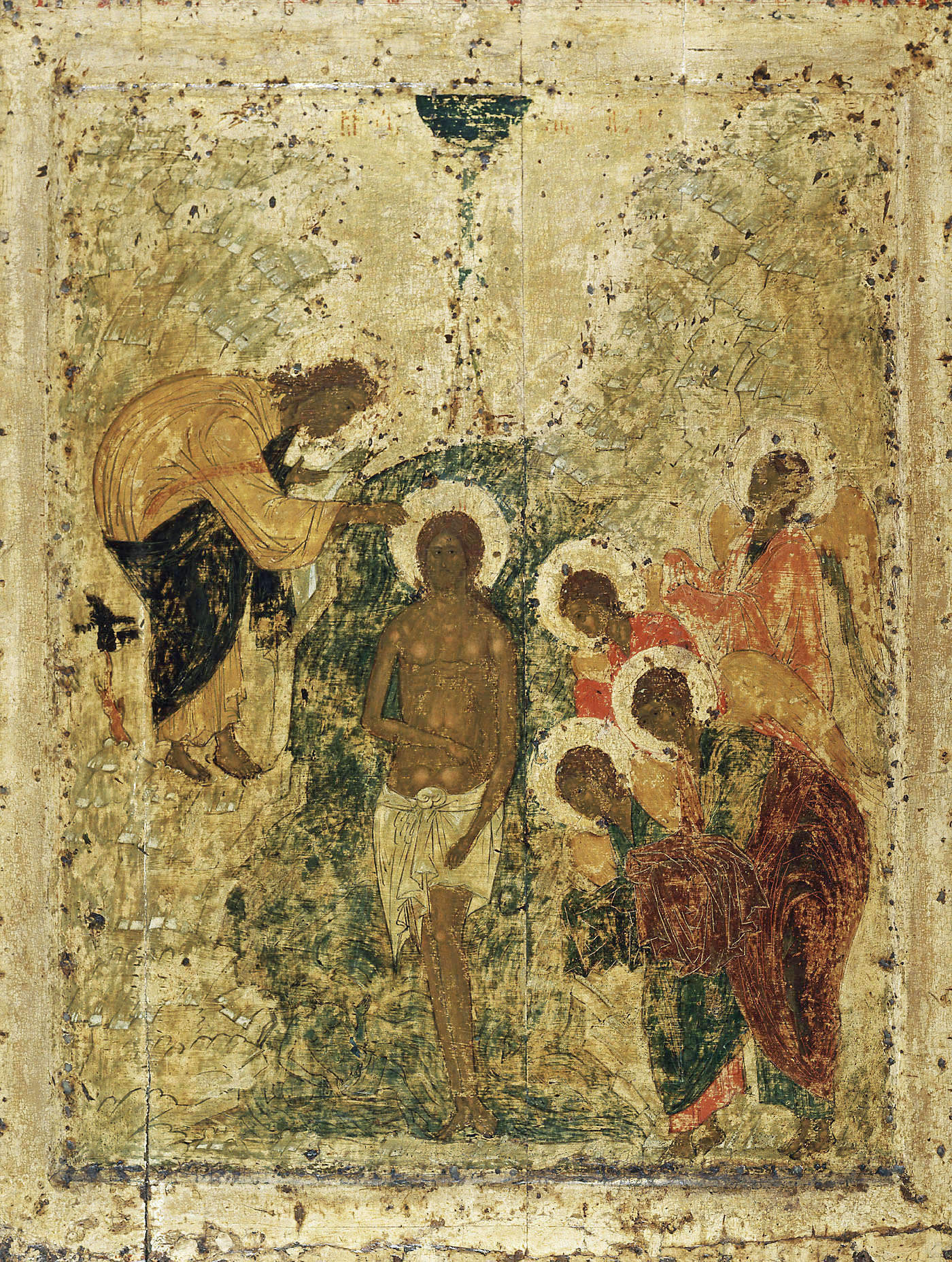
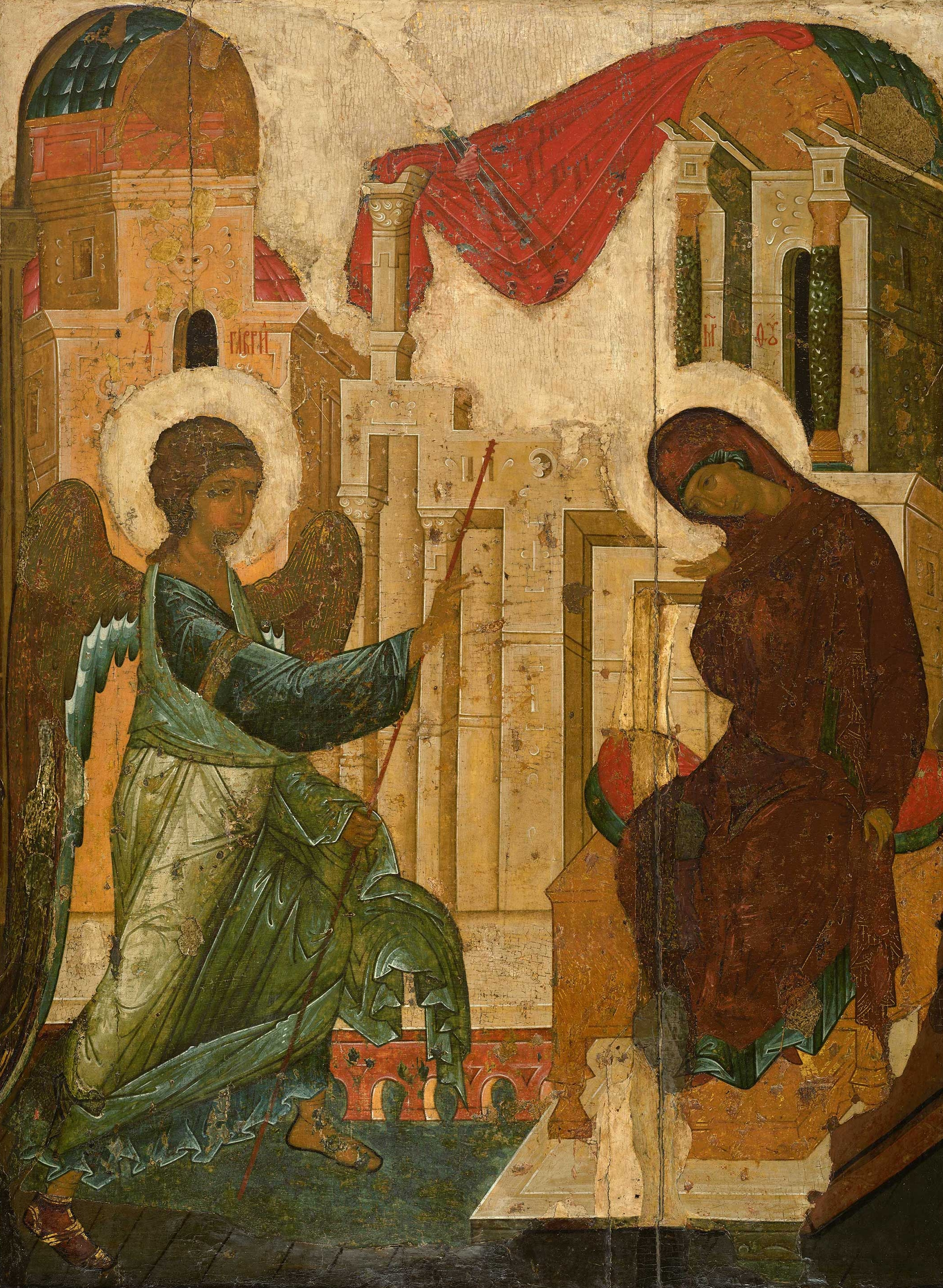
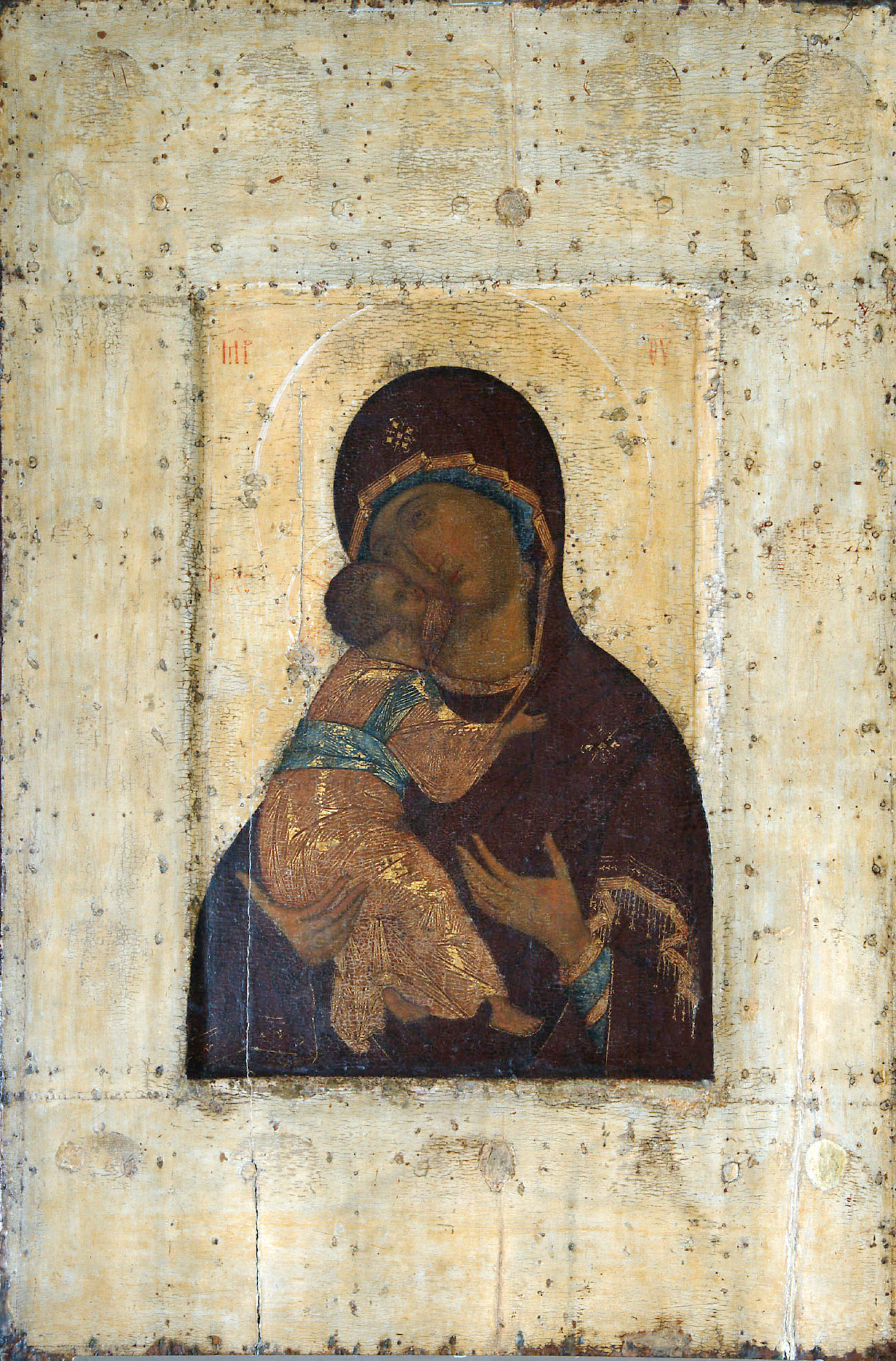
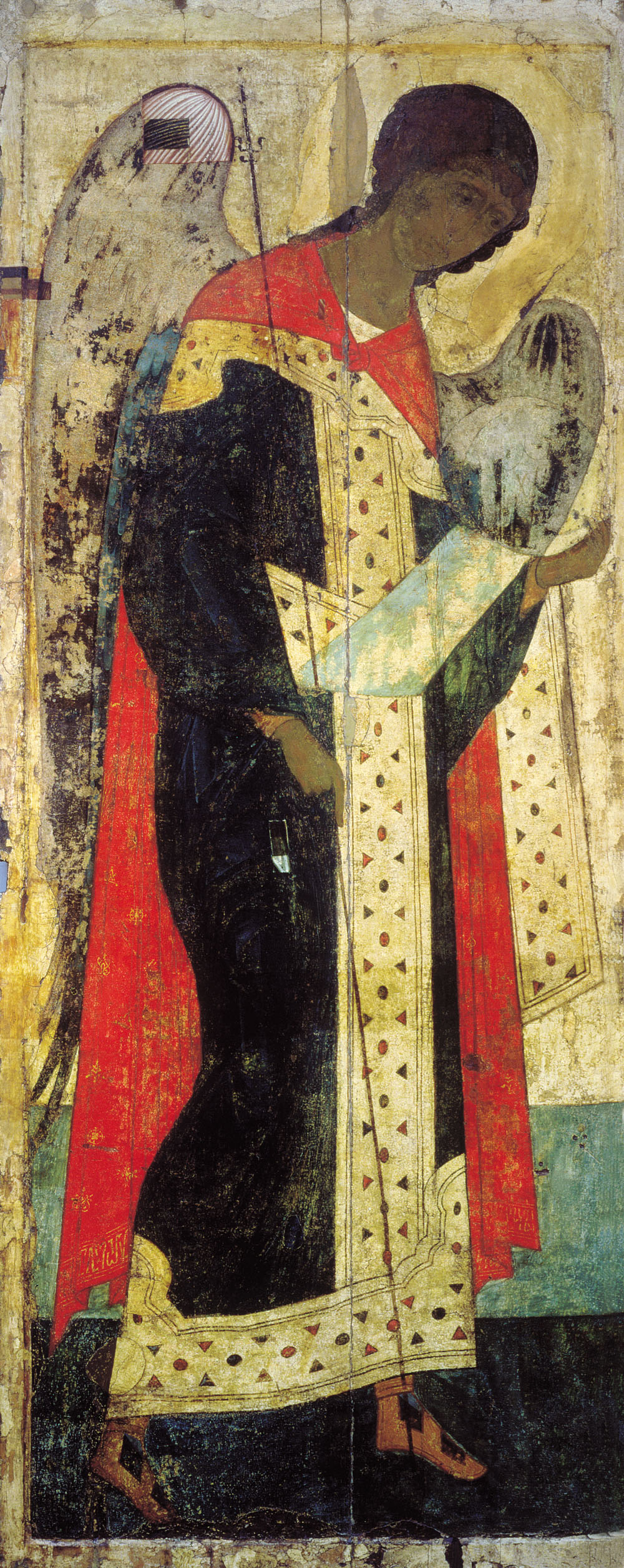
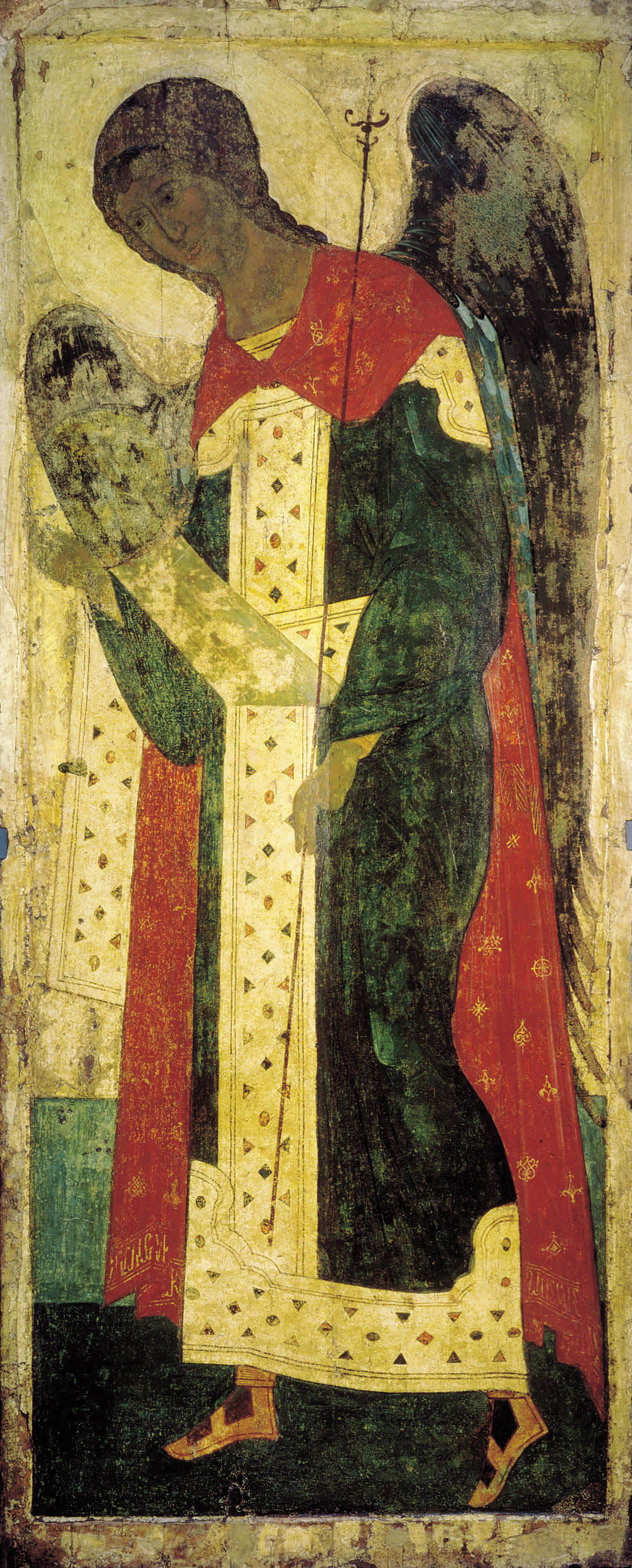
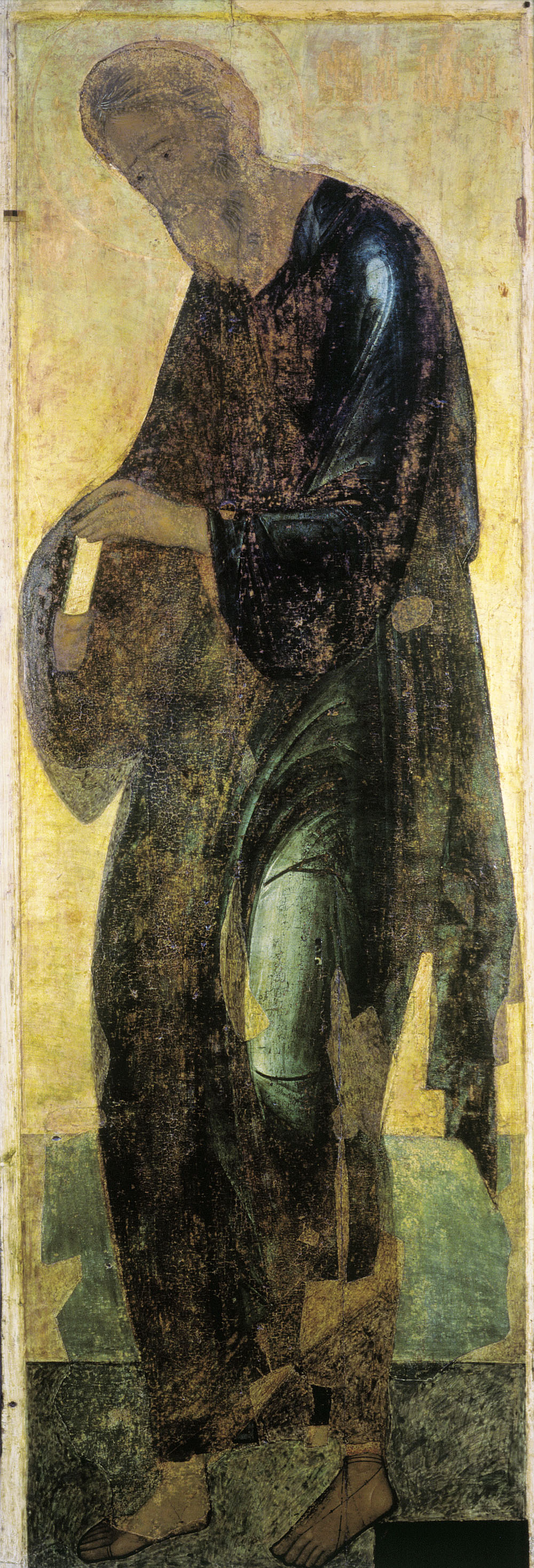
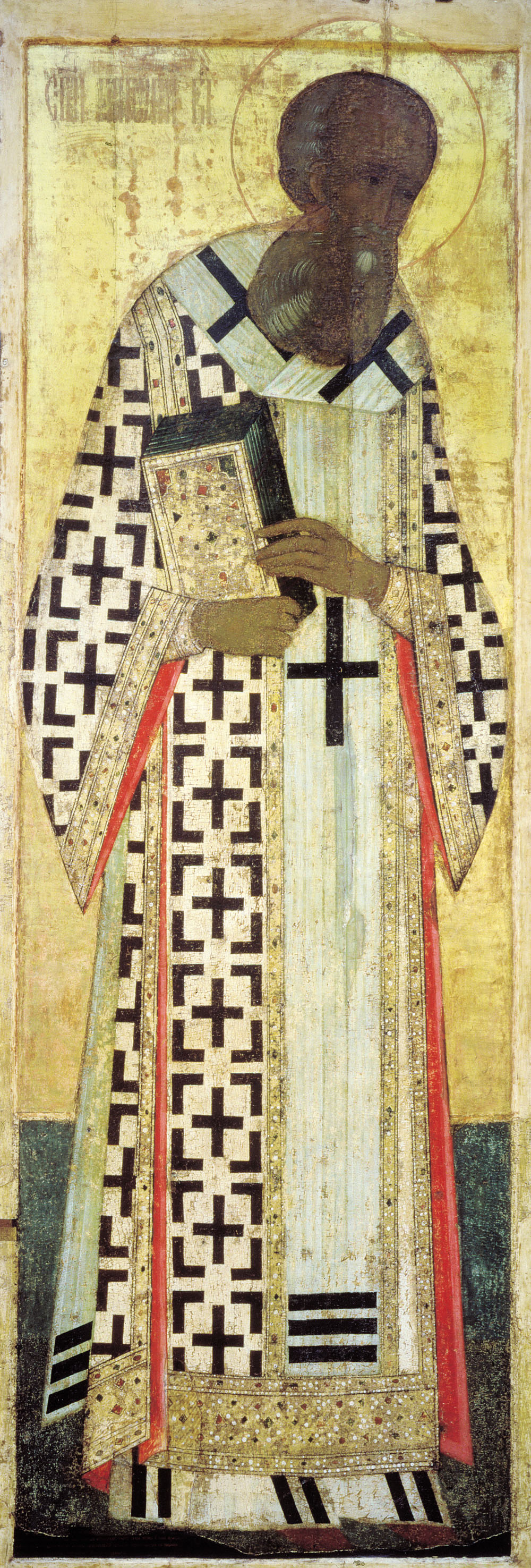
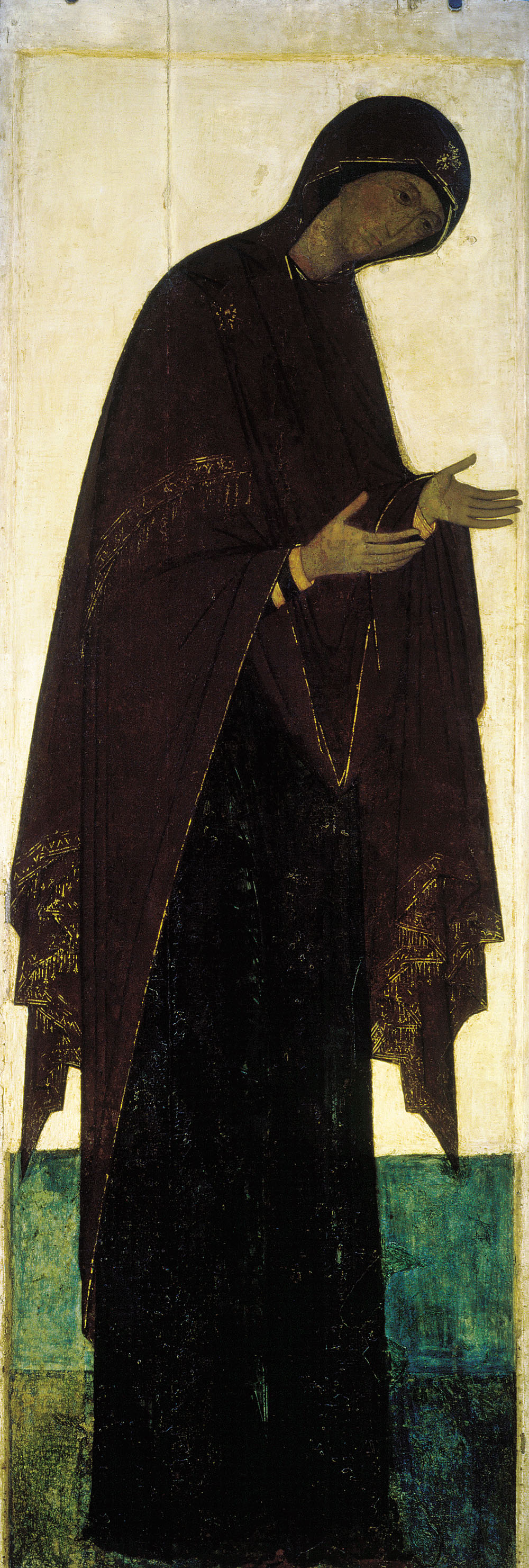
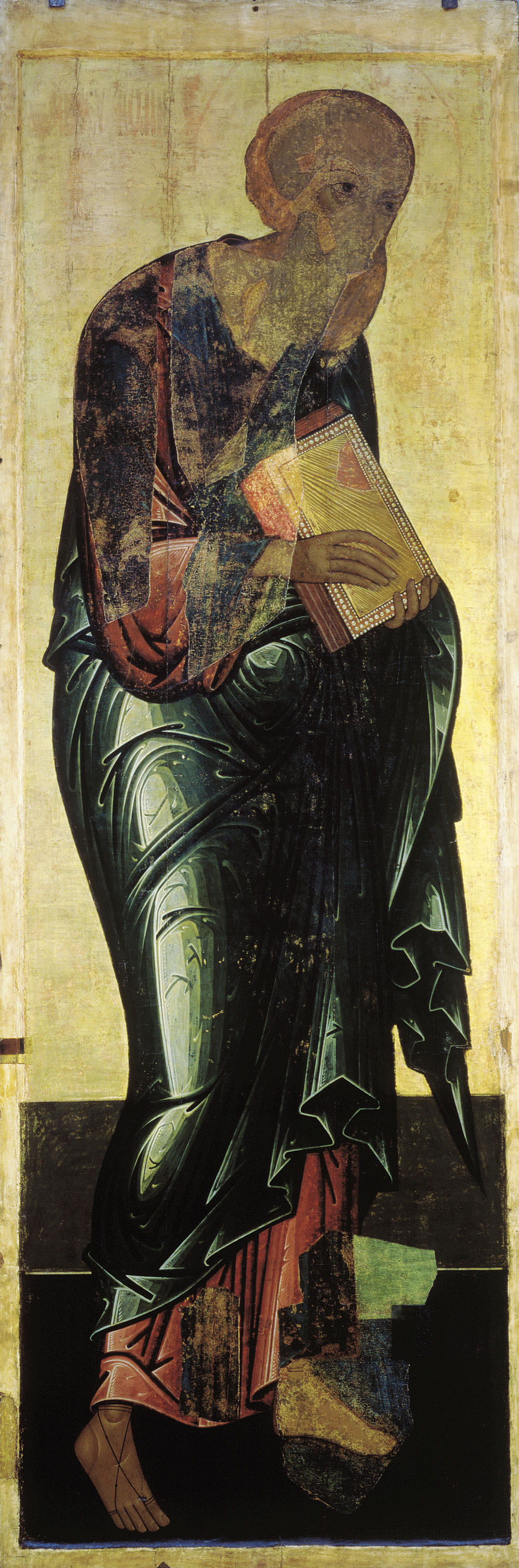
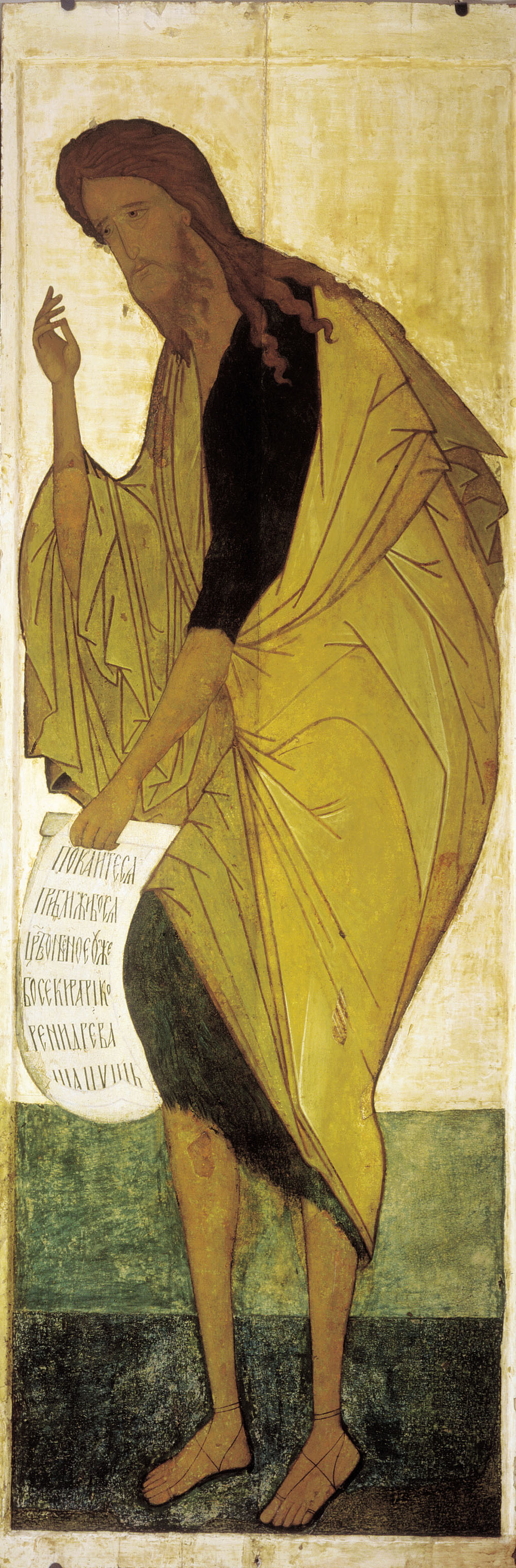
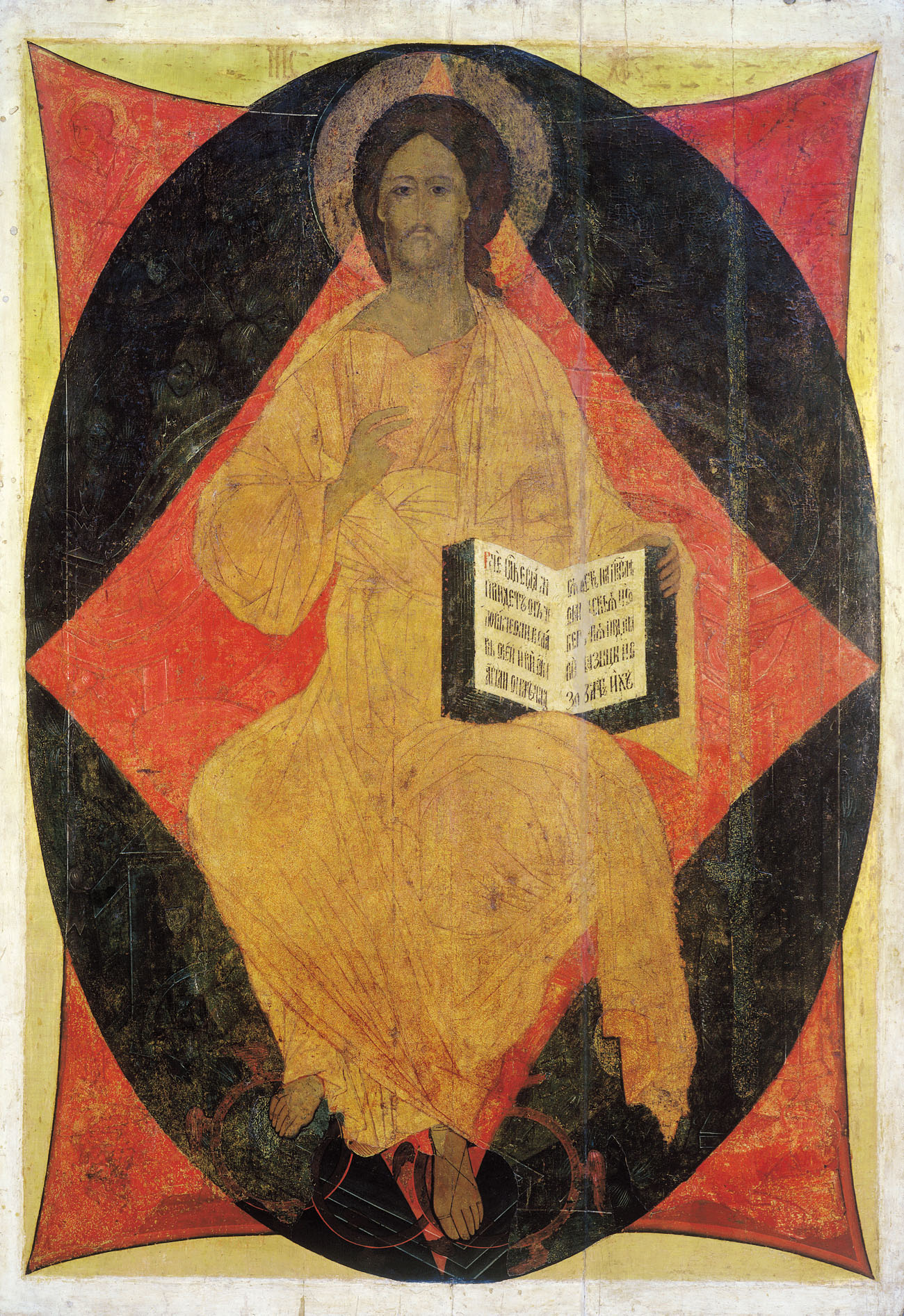
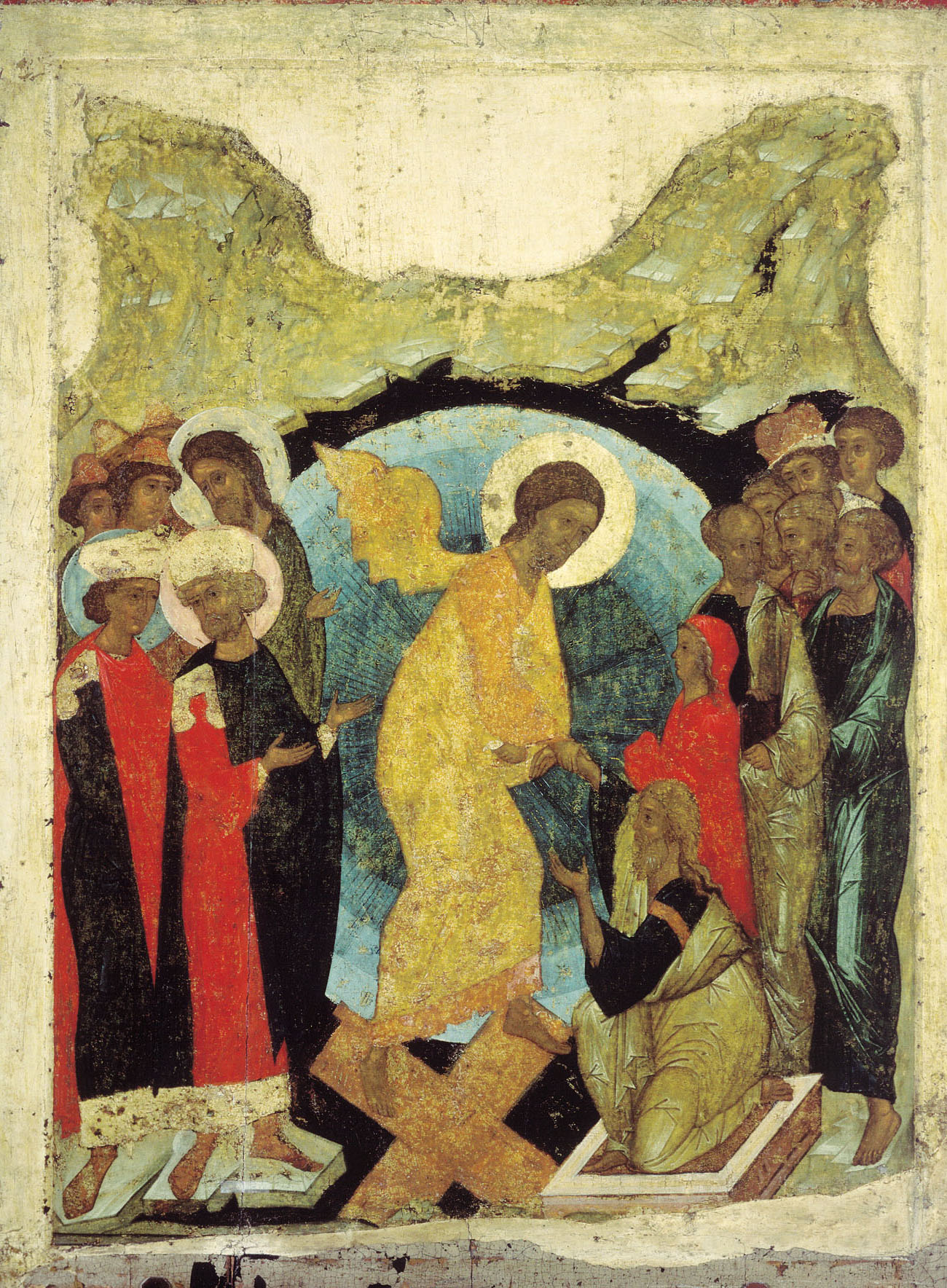
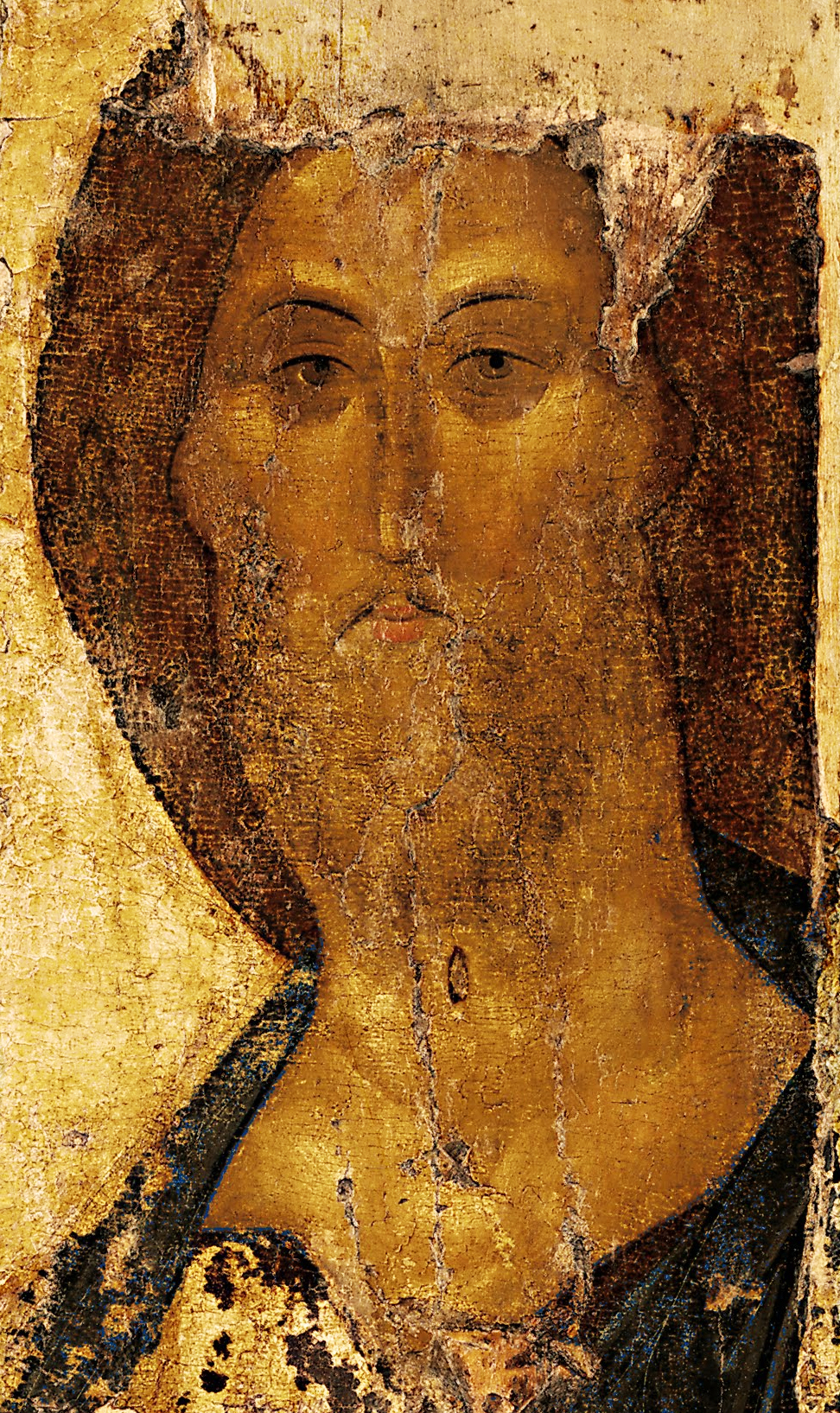
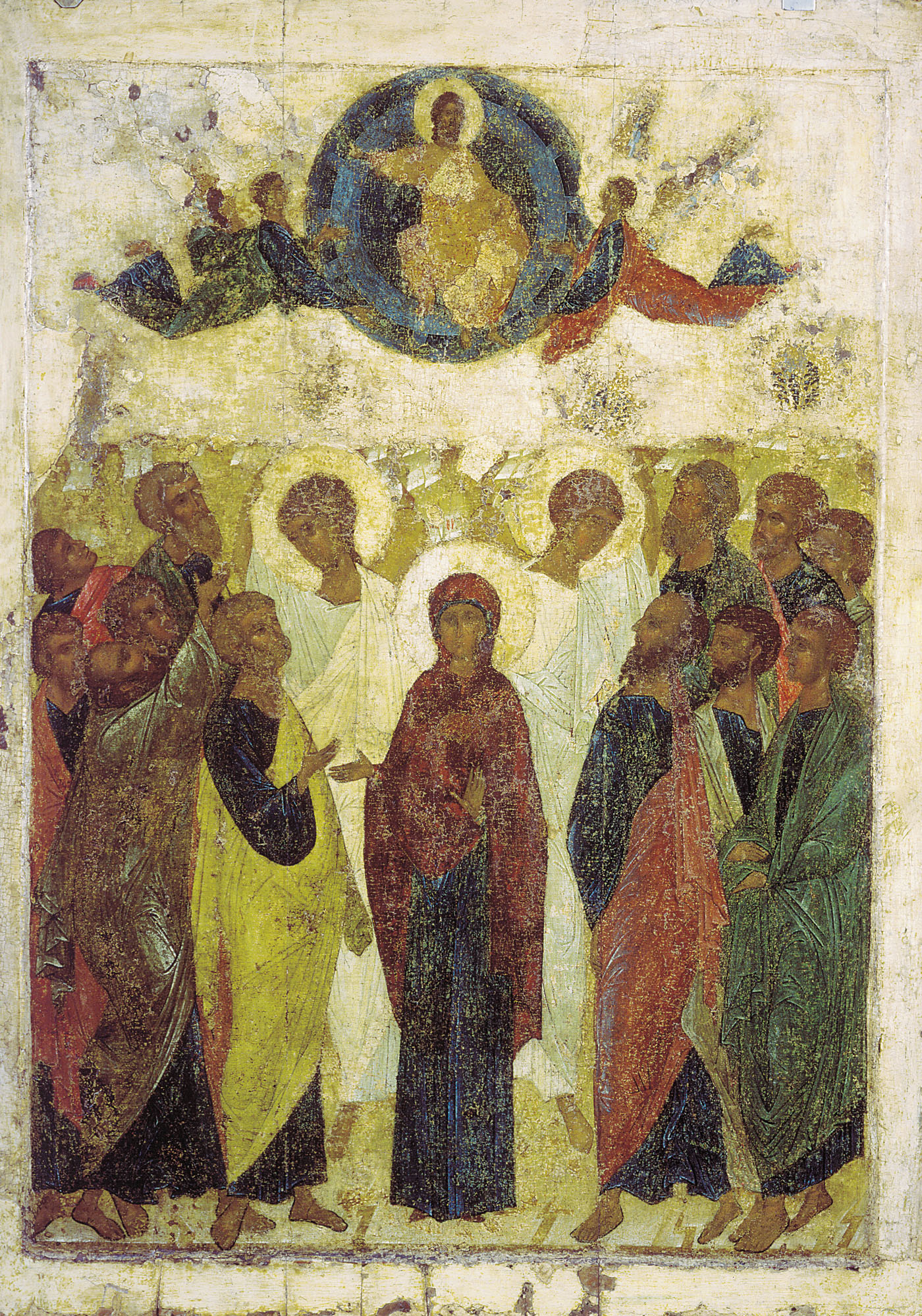
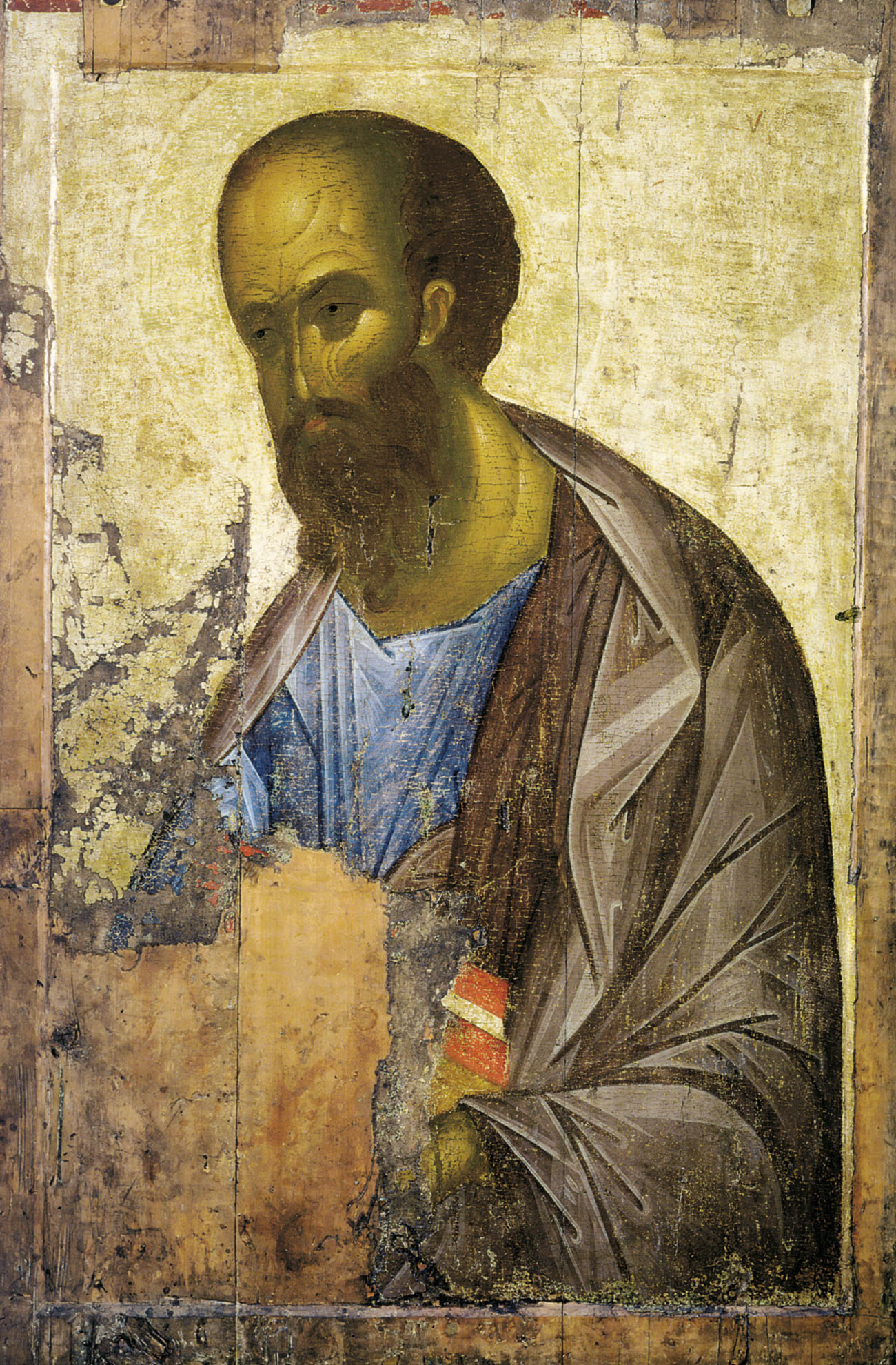